# Saison 2018 des Dragons catalans
La saison 2018 des Dragons catalans, unique franchise française de rugby à XIII en Super League, constitue leur treizième participation à cette ligue. L'entraîneur anglais Steve McNamara, arrivé le 10 juin 2017, effectue sa seconde saison au club et la première en entier.
En Challenge Cup, les Dragons réalisent un parcours historique en éliminant York City, Whitehaven, Huddersfield et St Helens pour s'imposer en finale 20-14 contre les Wolves de Warrington au Wembley Stadium devant 50 672 spectateurs. Il s'agit du premier trophée de l'histoire des Dragons Catalans et c'est la première fois que le titre de la Challenge Cup n'est pas remporté par un club anglais après 122 ans d'existence.

## Résultats
| Légende | Légende  |
| ------- | -------- |
|         | Victoire |
|         | Nul      |
|         | Défaite  |

### Saison régulière 2018 de Super League
| Date       | Compétition  | Journée        | Equipe            | H/A | Stade                    | Résultat | Score | Essais                                                     | Buts                              | Spect. |
| ---------- | ------------ | -------------- | ----------------- | --- | ------------------------ | -------- | ----- | ---------------------------------------------------------- | --------------------------------- | ------ |
| 21/01/2018 | Amical       | -              | Hull FC           | E   | KCOM Stadium             | Défaite  | 10-24 | Broughton, Tierney                                         | Albert 1                          |        |
| 04/02/2018 | Super League | 1              | Widnes            | E   | Halton Stadium           | Défaite  | 12-40 | Mead, Jullien                                              | Walsh 2                           | 4 568  |
| 10/02/2018 | Super League | 2              | St Helens         | D   | Stade Gilbert-Brutus     | Défaite  | 12-21 | Mead, Da Costa                                             | Albert 2                          | 8 103  |
| 15/02/2018 | Super League | 12             | Hull KR           | E   | KCOM Stadium             | Défaite  | 4-23  | Mead                                                       |                                   | 6 711  |
| 24/02/2018 | Super League | 3              | Wakefield Trinity | D   | Stade Gilbert-Brutus     | Défaite  | 14-16 | Garcia, Tierney                                            | Albert 3                          | 6 872  |
| 10/03/2018 | Super League | 5              | Hull KR           | D   | Stade Gilbert-Brutus     | Victoire | 18-16 | Tierney, Yaha                                              | Albert 5                          | 7 342  |
| 17/03/2018 | Super League | 6              | Warrington        | D   | Stade Gilbert-Brutus     | Défaite  | 0-26  |                                                            |                                   | 6 585  |
| 23/03/2018 | Super League | 7              | Hull FC           | E   | KCOM Stadium             | Défaite  | 16-42 | Moa, Albert, Gigot                                         | Albert 2                          | 10 347 |
| 30/03/2018 | Super League | 8              | Salford           | E   | AJ Bell Stadium          | Défaite  | 16-32 | Yaha (2), Bird                                             | Gigot 2                           | 2 328  |
| 02/04/2018 | Super League | 9              | Huddersfield      | D   | Stade Gilbert-Brutus     | Victoire | 27-6  | Mead (2), Broughton (2), Jullien                           | Gigot (3) et 1 drop               | 8 853  |
| 07/04/2018 | Super League | 10             | Wigan             | D   | Stade Gilbert-Brutus     | Défaite  | 23-32 | Mead, Jullien, Garcia                                      | Gigot (5) et 1 drop               | 8 387  |
| 15/04/2018 | Super League | 11             | Castleford        | E   | Wheldon Road             | Défaite  | 0-41  |                                                            |                                   | 7 137  |
| 28/04/2018 | Super League | 13             | Hull FC           | D   | Stade Gilbert-Brutus     | Victoire | 25-24 | Wiliame, Gigot, Drinkwater                                 | Drinkwater (4) et 1 drop de Gigot | 8 823  |
| 03/05/2018 | Super League | 14             | St Helens         | E   | Totally Wicked Stadium   | Défaite  | 12-26 | Broughton, Wiliame, Tierney                                |                                   | 9 138  |
| 20/05/2018 | Super League | Magic Week-End | Salford           | E   | St James' Park           | Victoire | 26-12 | Broughton (3), Garcia, Bousquet                            | Gigot (3)                         | 25 438 |
| 26/05/2018 | Super League | 16             | Leeds             | D   | Stade Gilbert-Brutus     | Victoire | 33-20 | Gigot, Broughton, Bird, Drinkwater, McIlorum, Garcia       | Drinkwater (4) et 1 drop de Gigot | 8 779  |
| 09/06/2018 | Super League | 17             | Widnes            | D   | Stade Gilbert-Brutus     | Victoire | 32-12 | Gigot, Wiliame, Casty, Edwards, Yaha                       | Drinkwater (6)                    | 9 239  |
| 15/06/2018 | Super League | 18             | Huddersfield      | E   | John Smith's Stadium     | Défaite  | 25-26 | Duport, Mead, Wiliame, Casty                               | Drinkwater (4) et 1 drop de Gigot | 9 121  |
| 20/06/2018 | Super League | 4              | Leeds             | E   | Headingley Rugby Stadium | Victoire | 28-25 | Tierney, Yaha, Langi, Drinkwater, Edwards (2)              | Drinkwater (2)                    | 10 366 |
| 30/06/2018 | Super League | 19             | Castleford        | D   | Stade Gilbert-Brutus     | Victoire | 44-16 | Tierney, Drinkwater (3), Bird, Anderson, Bousquet, Edwards | Drinkwater (6)                    | 10 236 |
| 07/07/2018 | Super League | 20             | Wakefield         | E   | Belle Vue                | Victoire | 35-18 | Mead, Wiliame (2), Yaha, Jullien, Bird                     | Drinkwater (6) et 1 drop de Gigot | 5 079  |
| 12/07/2018 | Super League | 21             | Warrington        | E   | Halliwell Jones Stadium  | Nul      | 22-22 | Jullien, McIlorum, Gigot                                   | Drinkwater (5)                    | 8 807  |
| 21/07/2018 | Super League | 22             | Salford           | D   | Stade Gilbert-Brutus     | Victoire | 44-10 | Yaha (4), Drinkwater, Baitieri et Edwards (2)              | Drinkwater (6)                    | 8 672  |
| 27/07/2018 | Super League | 23             | Wigan             | E   | DW Stadium               | Défaite  | 20-25 | Broughton, Da Costa et Yaha                                | Albert (4)                        | 10 656 |
| 10/08/2018 | Super League | 24             | Warrington        | E   | Halliwell Jones Stadium  | Défaite  | 6-56  | Mead                                                       | Albert (1)                        | 10 023 |
| 18/08/2018 | Super League | 25             | Wigan             | D   | Stade Gilbert-Brutus     | Défaite  | 6-35  | Yaha                                                       | Drinkwater (1)                    | 6 739  |
| 01/09/2018 | Super League | 26             | Castleford        | E   | Wheldon Road             | Défaite  | 4-36  | Wiliame                                                    |                                   | 7 658  |
| 08/09/2018 | Super League | 27             | St Helens         | D   | Stade Gilbert-Brutus     | Défaite  | 22-26 | Mead, Casty, Thornley, Edwards                             | Drinkwater (3)                    | 7 190  |
| 14/09/2018 | Super League | 28             | Wakefield         | E   | Belle Vue                | Défaite  | 22-34 | Jullien, Thornley, Mead, Wiliame                           | Drinkwater (3)                    |        |
| 22/09/2018 | Super League | 29             | Hull FC           | E   | KCOM Stadium             | Victoire | 26-20 | Moa, Gigot, Thornley, Wiliame, Edwards                     | Drinkwater (2), Albert (1)        |        |
| 29/09/2018 | Super League | 30             | Huddersfield      | D   | Stade Gilbert-Brutus     | Victoire | 22-12 | Mead (4)                                                   | Albert (3)                        | 7 304  |

### Challenge Cup 2018
| Date       | Compétition   | Journée            | Equipe       | H/A | Stade                | Résultat | Score | Essais                                                                             | Buts                              | Spect. |
| ---------- | ------------- | ------------------ | ------------ | --- | -------------------- | -------- | ----- | ---------------------------------------------------------------------------------- | --------------------------------- | ------ |
| 22/04/2018 | Challenge Cup | 5e tour            | York City    | E   | Bootham Crescent     | Victoire | 34-22 | Yaha, Baitieri, Simon, Albert, Broughton, Bird                                     | Albert (5)                        | 3 081  |
| 12/05/2018 | Challenge Cup | Huitième de finale | Whitehaven   | D   | Stade Gilbert-Brutus | Victoire | 56-10 | Broughton (3), McIlorum, Drinkwater, Goudemand (2), Maria, Bousquet, Duport, Gigot | Drinkwater (6)                    | 2 533  |
| 31/05/2018 | Challenge Cup | Quart de finale    | Huddersfield | E   | John Smith's Stadium | Victoire | 20-6  | Mead, Bird                                                                         | Drinkwater (6)                    | 2 151  |
| 05/08/2018 | Challenge Cup | Demi-finale        | St Helens    | N   | Macron Stadium       | Victoire | 35-16 | Tierney, Garcia (2), Gigot et Moa                                                  | Drinkwater (7) et 1 drop de Gigot | 26 086 |
| 25/08/2018 | Challenge Cup | Finale             | Warrington   | N   | Wembley Stadium      | Victoire | 20-14 | Tierney, Garcia et Wiliame                                                         | Drinkwater (4)                    | 50 672 |

## Statistiques

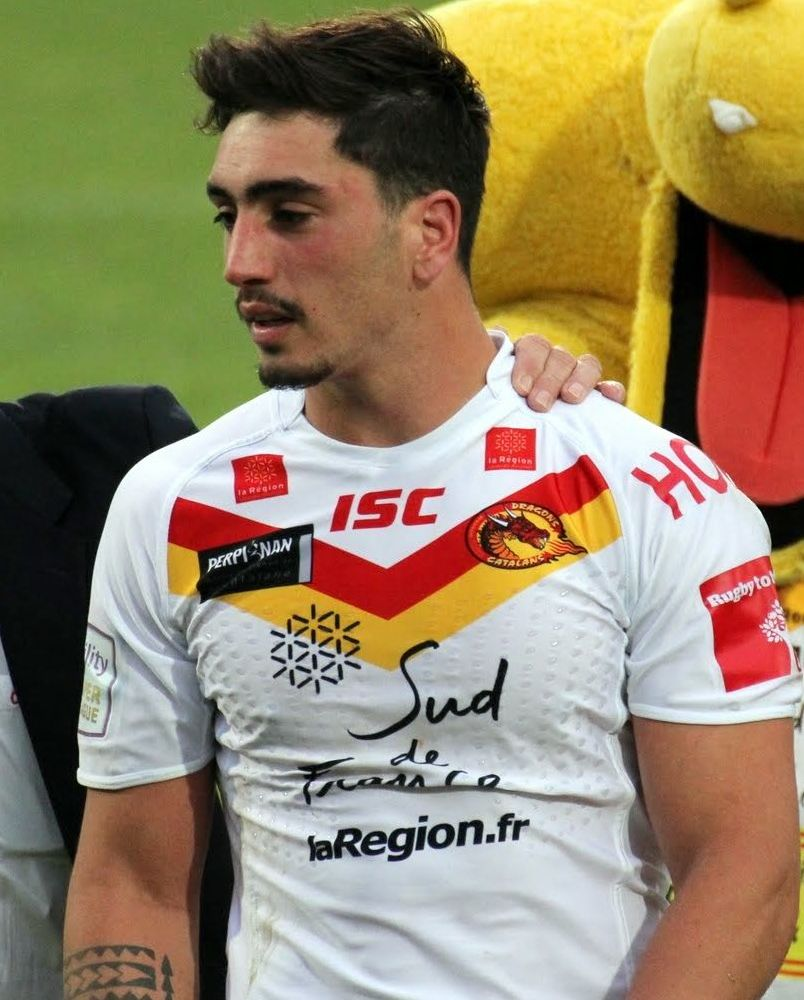
Tony Gigot

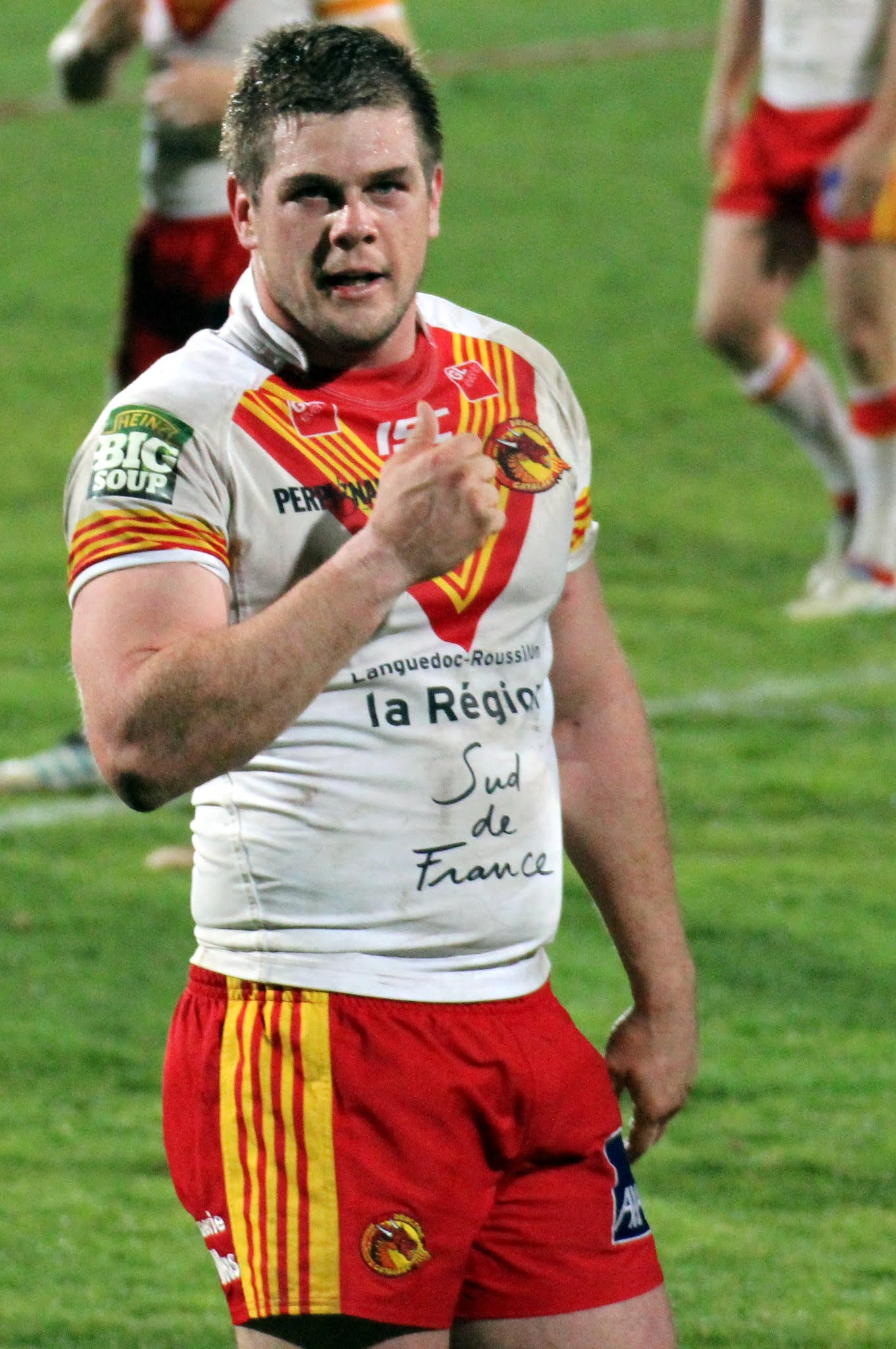
Rémi Casty

Le tableau suivant résume les statistiques des joueurs des Dragons Catalans en Super League et Challenge Cup pour la saison 2018.
| Numéro | Nom               | Super League | Super League | Super League | Super League | Super League | Challenge Cup | Challenge Cup | Challenge Cup | Challenge Cup | Challenge Cup |
| Numéro | Nom               | M.J.         | Pts          | E            | B            | D            | M.J.          | Pts           | E             | B             | D             |
| ------ | ----------------- | ------------ | ------------ | ------------ | ------------ | ------------ | ------------- | ------------- | ------------- | ------------- | ------------- |
| 1      | David Mead        | 27           | 60           | 15           | 0            | 0            | 4             | 4             | 1             | 0             | 0             |
| 2      | Jodie Broughton   | 12           | 32           | 8            | 0            | 0            | 3             | 16            | 4             | 0             | 0             |
| 3      | Iain Thornley     | 14           | 12           | 3            | 0            | 0            | 1             | 0             | 0             | 0             | 0             |
| 4      | Brayden Wiliame   | 28           | 36           | 9            | 0            | 0            | 3             | 4             | 1             | 0             | 0             |
| 5      | Fouad Yaha        | 16           | 48           | 12           | 0            | 0            | 3             | 4             | 1             | 0             | 0             |
| 6      | Samisoni Langi    | 18           | 4            | 1            | 0            | 0            | 4             | 0             | 0             | 0             | 0             |
| 7      | Luke Walsh        | 2            | 4            | 0            | 2            | 0            | 0             | 0             | 0             | 0             | 0             |
| 8      | Sam Moa           | 25           | 8            | 2            | 0            | 0            | 5             | 4             | 1             | 0             | 0             |
| 9      | Paul Aiton        | 7            | 0            | 0            | 0            | 0            | 1             | 0             | 0             | 0             | 0             |
| 10     | Rémi Casty        | 26           | 12           | 3            | 0            | 0            | 3             | 0             | 0             | 0             | 0             |
| 11     | Louie Anderson    | 16           | 4            | 1            | 0            | 0            | 2             | 0             | 0             | 0             | 0             |
| 12     | Benjamin Garcia   | 23           | 16           | 4            | 0            | 0            | 5             | 12            | 3             | 0             | 0             |
| 13     | Greg Bird         | 25           | 12           | 3            | 0            | 0            | 2             | 8             | 2             | 0             | 0             |
| 14     | Julian Bousquet   | 25           | 8            | 2            | 0            | 0            | 5             | 4             | 1             | 0             | 0             |
| 15     | Mickaël Simon     | 25           | 0            | 0            | 0            | 0            | 5             | 4             | 1             | 0             | 0             |
| 16     | Vincent Duport    | 5            | 4            | 1            | 0            | 0            | 2             | 4             | 1             | 0             | 0             |
| 17     | Jason Baitieri    | 26           | 4            | 1            | 0            | 0            | 4             | 4             | 1             | 0             | 0             |
| 18     | Thibaut Margalet  | 5            | 0            | 0            | 0            | 0            | 1             | 0             | 0             | 0             | 0             |
| 19     | Michael McIlorum  | 24           | 8            | 2            | 0            | 0            | 5             | 4             | 1             | 0             | 0             |
| 20     | Lewis Tierney     | 25           | 20           | 5            | 0            | 0            | 4             | 12            | 3             | 0             | 0             |
| 21     | Benjamin Jullien  | 25           | 28           | 7            | 0            | 0            | 4             | 0             | 0             | 0             | 0             |
| 22     | Lucas Albert      | 14           | 46           | 1            | 21           | 0            | 1             | 14            | 1             | 5             | 0             |
| 23     | Antoni Maria      | 12           | 0            | 0            | 0            | 0            | 3             | 4             | 1             | 0             | 0             |
| 24     | Alrix Da Costa    | 14           | 8            | 2            | 0            | 0            | 1             | 0             | 0             | 0             | 0             |
| 25     | Paul Séguier      | 0            | 0            | 0            | 0            | 0            | 0             | 0             | 0             | 0             | 0             |
| 26     | Lambert Belmas    | 5            | 0            | 0            | 0            | 0            | 0             | 0             | 0             | 0             | 0             |
| 27     | Ugo Perez         | 1            | 0            | 0            | 0            | 0            | 0             | 0             | 0             | 0             | 0             |
| 28     | Arthur Romano     | 0            | 0            | 0            | 0            | 0            | 0             | 0             | 0             | 0             | 0             |
| 29     | Georgy Gambaro    | 0            | 0            | 0            | 0            | 0            | 0             | 0             | 0             | 0             | 0             |
| 30     | Arthur Mourgue    | 1            | 0            | 0            | 0            | 0            | 0             | 0             | 0             | 0             | 0             |
| 31     | Tony Gigot        | 23           | 56           | 6            | 13           | 6            | 5             | 9             | 2             | 0             | 1             |
| 32     | Mickaël Goudemand | 9            | 0            | 0            | 0            | 0            | 2             | 8             | 2             | 0             | 0             |
| 33     | Josh Drinkwater   | 17           | 134          | 7            | 53           | 0            | 4             | 50            | 1             | 23            | 0             |
| 34     | Kenny Edwards     | 13           | 32           | 8            | 0            | 0            | 3             | 0             | 0             | 0             | 0             |
| 35     | Robin Brochon     | 1            | 0            | 0            | 0            | 0            | 0             | 0             | 0             | 0             | 0             |
| 36     | Ugo Martin        | 1            | 0            | 0            | 0            | 0            | 0             | 0             | 0             | 0             | 0             |

## Classement de la phase régulière
| Rang | Franchise           | J  | V  | N | D  | Pm  | Pe  | Diff | Pts |
| ---- | ------------------- | -- | -- | - | -- | --- | --- | ---- | --- |
| 1    | St Helens RLFC      | 23 | 21 | 0 | 2  | 713 | 298 | +415 | 42  |
| 2    | Wigan Warriors      | 23 | 16 | 0 | 7  | 573 | 345 | +228 | 32  |
| 3    | Castleford Tigers   | 23 | 15 | 1 | 7  | 567 | 480 | +87  | 31  |
| 4    | Warrington Wolves   | 23 | 14 | 1 | 8  | 531 | 410 | +121 | 29  |
| 5    | Huddersfield Giants | 23 | 11 | 1 | 11 | 427 | 629 | -202 | 23  |
| 6    | Hull FC             | 23 | 11 | 0 | 12 | 534 | 544 | -10  | 22  |
| 7    | Wakefield Wildcats  | 23 | 10 | 1 | 12 | 581 | 506 | +75  | 21  |
| 8    | Dragons catalans    | 23 | 10 | 1 | 12 | 488 | 531 | -43  | 21  |
| 9    | Leeds Rhinos        | 23 | 8  | 2 | 13 | 431 | 527 | -96  | 18  |
| 10   | Hull KR             | 23 | 8  | 1 | 14 | 476 | 582 | -106 | 17  |
| 11   | Salford City Reds   | 23 | 7  | 0 | 16 | 384 | 597 | -213 | 14  |
| 12   | Widnes Vikings      | 23 | 3  | 0 | 20 | 387 | 653 | -266 | 6   |

|  | Qualifié pour le Super 8 Play Offs.  |
|  | Qualifié pour le Super 8 Qualifiers. |

Attribution des points : deux points sont attribués pour une victoire, un point pour un match nul, aucun point en cas de défaite.

### Classement du Super 8 Play Offs
Les équipes conservent les points acquis lors de la première phase et se rencontrent entre elles à une unique reprise. Les quatre premiers après les trente matchs sont qualifiés en demi-finale.
| Rang | Franchise           | J  | V  | N | D  | Pm  | Pe  | Diff | Pts |
| ---- | ------------------- | -- | -- | - | -- | --- | --- | ---- | --- |
| 1    | St Helens RLFC      | 30 | 26 | 0 | 4  | 895 | 408 | +487 | 52  |
| 2    | Wigan Warriors      | 30 | 23 | 0 | 7  | 740 | 417 | +323 | 46  |
| 3    | Castleford Tigers   | 30 | 20 | 1 | 9  | 767 | 582 | +185 | 41  |
| 4    | Warrington Wolves   | 30 | 18 | 1 | 11 | 767 | 561 | +206 | 37  |
| 5    | Wakefield Wildcats  | 30 | 13 | 1 | 16 | 747 | 696 | +51  | 27  |
| 6    | Huddersfield Giants | 30 | 13 | 1 | 16 | 539 | 794 | -255 | 27  |
| 7    | Dragons catalans    | 30 | 12 | 1 | 17 | 596 | 750 | -154 | 25  |
| 8    | Hull FC             | 30 | 11 | 0 | 19 | 615 | 787 | -172 | 22  |

|  | Qualifié pour les demi-finales. |
|  | Éliminé.                        |

## Trophées et honneurs en championnat

### Individuel

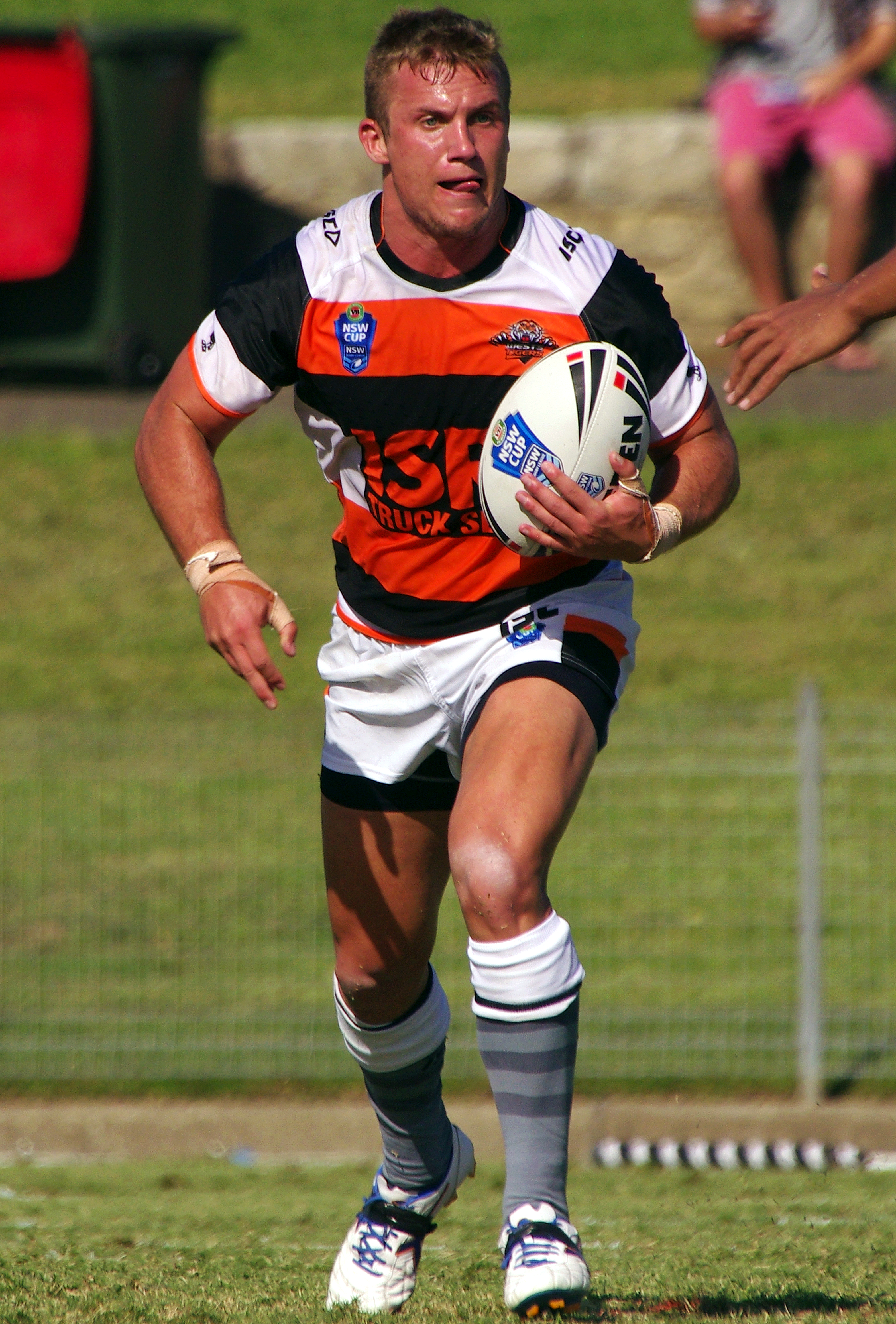
Le botteur Josh Drinkwater.

Le botteur Josh Drinkwater, bien qu'arrivé au cours de la saison, est septième au classement des meilleurs botteurs avec 53 réalisations. Au classement des meilleurs marqueurs de points, Josh Drinkwater est cinquième de la Super League derrière Daniel Richardson, Sam Tomkins, Ryan Shaw et Ryan Hampshire avec 134 points inscrits. Au sein de la franchise, il est suivi de David Mead (60 points), Tony Gigot (56 points) et Fouad Yaha (48 points). Le meilleur marqueur d'essais de la franchise est David Mead avec quinze essais. Dans l'équipe type de la saison en Super League, le pilier Rémi Casty est retenu dans l'équipe de rêve de la Super League 2018, six années après sa première nomination en 2012, il devient le premier Français retenu à deux reprises dans cette équipe.
En Challenge Cup, Josh Drinkwater est le meilleur marqueurs de points de l'édition 2018 avec 50 points inscrits, il y est également le meilleur botteur avec 23 buts. Tony Gigot, quant à lui, remporte le titre de meilleur joueur de la finale (premier Français à réaliser une telle performance),,

### Collectif
Au classement général en saison régulière, les Dragons catalans ont la septième meilleure attaque avec 596 points marqués. Sur le plan défensif, les Dragons ont la septième meilleure défense avec 750 points encaissés.

### Stade
Le stade Gilbert-Brutus a été rénové lors de la saison 2011 pour la construction d'une nouvelle tribune de 2 560 places assises, ce qui porte la capacité totale du stade à 11 500 places assises. Il comporte également une loge panoramique, des bureaux, une boutiques et des guichets. En termes de capacité, cela situe le club dans le top 7 de la Super League. Le coût de cette extension est de l'ordre de 6 805 000 euros répartis entre la ville de Perpignan (49 %), la région Occitanie (28 %) et le conseil départemental des Pyrénées orientales (23 %).

## Joueurs en sélection nationale
Les Dragons catalans fournissent une grande partie de la sélection française qui dispute un match amical la sélection anglaise en octobre 2018. Ce sont joueurs des Dragons qui sont convoqués en équipe de France : Lucas Albert, Jason Baitieri, Lambert Belmas, Alrix Da Costa, Tony Gigot, Mickaël Goudemand et Benjamin Jullien. Mickaël Simon et Rémi Casty ont pris leurs retraites internationales.
Des joueurs ont également pris part à la Coupe d'Europe des nations avec l'équipe de France, à savoir Tony Gigot, Lucas Albert, Alrix Da Costa, Jason Baitieri, Benjamin Jullien, Mickaël Goudemand, Lambert Belmas et Thibaud Margalet. Lewis Tierney est lui convoqué par l'Écosse dans ce cadre
La Papouasie-Nouvelle-Guinée sélectionne de son côté David Mead pour son match de fin de saison en tant que capitaine de la sélection, Paul Aiton ayant pris sa retraite internationale.

## Une couverture médiatique extraordinaire en fin de saison
La chaîne beIN Sport possède les droits télés de la Super League et les retransmissions des matchs à domicile des Dragons Catalans. Sky Sports retransmet les matchs disputés à l'extérieur sur le sol britannique. Pour la Challenge Cup, les diffusions sont assurées par la BBC.
Dans la presse, les résultats et rapports des matchs sont diffusés dans des quotidiens tels que L'Équipe ou L'Indépendant en France. Le quotidien Midi Libre, édition Perpignan uniquement, s'intéressant parfois à la vie du club. Midi Olympique suit également les catalans dans la demi-page « Treize Actualité », qu'il consacre au rugby à XIII dans son édition « rouge ».
Au Royaume-Uni,  le mensuel Rugby League World  et l'hebdomadaire Rugby Leaguer & League Express suivent de manière régulière et détaillée les Dragons,  non seulement en tant qu'équipe de la Superleague, mais aussi en tant que club français. Chaque revue a en effet un journaliste spécialisé en rugby à XIII Français (respectivement, Peter Bird et Mike Rylance). Cependant, les articles ne sont rédigés qu'en anglais, puisqu'ils sont destinés à un lectorat britannique. 
Du moins, est-ce ainsi jusqu'à la finale de la Challenge Cup disputée par les Dragons à Wembley le 25 aout 2018. 
En effet, la victoire des dragons en Challenge Cup donne lieu à une médiatisation extraordinaire (au sens littéral du terme). Au moins dans la presse sportive.Les médias treizistes anglais Rugby League World, Rugby Leaguer & League Express et leur concurrent League Weekly, choisissent tous de faire leur « Une »  sur l'exploit de l'équipe française. S'il était naturel que les publications institutionnelles ainsi que les journaux audois et catalans en fassent de même, la couverture d'un quotidien national français comme l’Équipe est, en cette année 2018, exceptionnelle. Non seulement, la finale est traitée avant et après son déroulé, mais le journal consacre aussi sa « une » à la suite de la victoire et réunit le capitaine des dragons et celui, quinziste, de l'USAP sur la même photo, avec les trophées de leur sport respectif.  
Cette médiatisation , inhabituelle, n'est pas suivie par les médias nationaux et n'est pas relayée par les chaines de télévision françaises nationales. Par ailleurs le seul gouvernent qui reçoit l'équipe est celui de Catalogne, les dragons se rendant ensuite au Nou Camp, aucune cérémonie officielle n'étant organisée par l’État français.   